# Альфред Кінцле
Альфред Кінцле (нім. Alfred Kienzle, 1 травня 1913 — 4 вересня 1940) — німецький ватерполіст.
Срібний призер Олімпійських Ігор 1936 року.